# John Grinder
John Grinder, (född 1940), amerikansk författare.
Grinder är tillsammans med Richard Bandler grundare av NLP, Neuro Linguistisk Programmering. Utifrån studier av framgångsrika terapeuter och pedagoger, som Virginia Satir, kunde Bandler och Grinder identifiera ett antal framgångsfaktorer eller nycklar för god kommunikation. 